# Visconde de Morais Cardoso
Visconde de Morais Cardoso é um título nobiliárquico criado por D. Carlos I de Portugal, por Decreto de 10 de Dezembro de 1891, em favor de Fortunato Pinto de Morais Cardoso.
Titulares
1. Fortunato Pinto de Morais Cardoso, 1.º Visconde de Morais Cardoso.